# Nationalisme castillan

Le drapeau violet arborant une étoile rouge et un château jaune est utilisé par les organisations contemporaines prônant une Castille souveraine en tant que république socialiste composée de dix-sept provinces.

Le nationalisme castillan ou « castillanisme » (en espagnol : castellanismo), est un mouvement politique qui prône la reconnaissance nationale de la Castille et, dans certains cas, son indépendance vis-à-vis de l'Espagne.

## Histoire
Le XIXe siècle voit le développement de ce que l'historien Celso Almuiña appelle un « régio-nationalisme » castillan, alimenté par un sentiment de grief contre la Catalogne parmi les milieux conservateurs (soutenant les intérêts protectionnistes de la bourgeoisie minotière) qui se dressent contre le pouvoir central dans le sillage des politiques de libre-échange de 1843 d'Espartero.
Sous la Seconde République, les postulats nationalistes castillans sont marginaux, prenant un rôle purement « mimétique et défensif » qui tend à s'estomper vers des positions régionalistes par ailleurs fortement anticatalanistes, comme cela avait été le cas auparavant avec les messages de Burgos (1918) et de Ségovie (1919).
Une nouvelle itération de gauche souverainiste et internationaliste du castillanisme, caractérisée par le rejet le plus radical de l'identification de la « Castille » avec l'« Espagne » (appelée État espagnol parmi ses partisans), est apparue après la création de l'Unité populaire castillane (UPC) en 1983 et, plus particulièrement, de la Gauche castillane (IzCa) en 2000.